# Synodontis ornatipinnis
Synodontis ornatipinnis hay barfin synodontis, là tên của một loài cá da trơn bơi lộn ngược và là loài đặc hữu của lưu vực sông Congo khi nó chảy qua các quốc gia như Cộng hòa Dân chủ Congo và Zambia. Vào năm 1899, nhà động vật học người Bỉ gốc Anh George Albert Boulenger đã mô tả loài cá này dựa trên mẫu vật thu thập được ở Mbandaka, trên sông Congo. Tên loài ornatipinnis có nghĩa là "vây có hoa văn".

## Mô tả
Tương tự như nhiều loài trong chi Synodontis, S. geledensis xương đỉnh đầu của chúng kéo dài ra phía sau đến tia vây đầu tiên của vây lưng thì dừng lại. Hai bên đầu chúng mọc ra hai cái xương hẹp, cứng, nhám, chiều dài thì hơn chiều rộng gấp 1+1⁄4 đến 1+1⁄2 lần, đỉnh thì nhọn. Nhờ bộ phận này mà các nhà nghiên cứu có thể nhận dạng được loài cá này.
Chúng có 3 cặp râu. Một cặp ở hàm trên thì dài, không phân nhánh, có thể có màng ở nối với cơ thể ở gốc, khi mở rộng thì có chiều dài lớn hơn chiều dài của đầu. Còn hai cặp ở dưới thì có độ dài không bằng nhau. Cặp ngoài cùng thì thì dài hơn cặp trong cùng chưa đến 2 lần và cả hai đều phân nhánh.
Tia vây đầu tiên của vây lưng và vây ngực thì cứng và có đỉnh nhọn. Ở phần lưng thì hơi cong, dài bằng 2⁄3 đến 3⁄4 chiều dài của đầu hoặc ngắn hơn một chút, phía trước thì mềm hoặc có răng cưa rất ít và phía sau thì nhiều răng cưa hơn. Còn ở phần ngực thì ngắn hơn vây lưng một chút và có răng cưa ở 2 bên. Vây hậu môn thì có 4 tia vây không nhánh và 7 tia vây phân nhánh, đỉnh thì cùn. Vây đuôi thì chia ra làm 2 rất rõ ràng, có hình lưỡi liềm, thùy đuôi phía trên thì to hơn phía dưới.
Ở hàm trên thì răng của chúng có hình cái đục, còn ở hàm dưới thì có hình chữ S (hay hình cái móc). Số lượng răng ở hàm dưới thường được dùng để phân biệt các loài, ở Synodontis ornatipinnis thì hàm dưới có 20 đến 26 cái răng.
Cơ thể của loài cá này có màu hơi vàng hoặc màu ô liu hơi nhạt ở trên lưng và màu trắng ở mặt dưới. Vây thì có màu vàng và có đốm đen xếp thành hàng
Chiều dài của chúng khi trưởng thành có thể lên đến 40 cm (16 in). Nhìn chung thì cá thể giống cái thì to hơn giống đực dù cùng lứa tuổi với nhau.

## Môi trường sống và tập tính
Trong tự nhiên, loài cá này có phạm vi phân bố rộng khắp châu Phi. Chúng bị đánh bắt với mục đích tiêu thụ của con người.
Hành vi sinh sản của các loài trong chi Synodontis hầu như vẫn chưa rõ, ngoại trừ việc đếm được số lượng trứng từ việc đánh bắt được các cá thể cái. Mùa sinh sản thì có lẽ diễn ra vào mùa lũ từ tháng 7 đến tháng 10, rồi chúng bắt cặp và bơi cùng nhau đến hết mùa sinh sản. Tốc độ phát triển của chúng tăng nhanh vào năm đầu tiên rồi giảm dần theo từng năm.